# Унгра
Унгра (якут. Унгра) — река в Нерюнгринском районе Якутии, правый приток Алдана.
Длина реки — 107 км, площадь водосборного бассейна — 6730 км².
Образуется при слиянии рек Левая Унгра и Правая Унгра. В верхней половине течёт преимущественно на север, постепенно смещаясь на северо-восток, в нижней половине преобладающим направлением течения становится северо-запад. Устье находится в 1985 км по правому берегу Алдана на высоте 432 м над уровнем моря.
Притоки:
- Амнунахта[6];
- Сап-Кюёль;
- Юхта;
- Синсирик;
- Алдакай;
- Кенненей[4].

| Средний расход воды (м³/с) реки Унгра по месяцам с 1976 по 1987 гг. (замеры производились на гидрологическом посту Юхта) |